# Fourteen (manga)
Fourteen (14歳 Fōtīn?) (Cartorce en español) es un manga de ciencia ficción escrito e ilustrado por Kazuo Umezu. Fue serializado en la revista Big Comic Spirits entre 1990 y 1995. Un nuevo capítulo final fue añadido en la edición definitiva publicada en 2012
Fourteen es una secuela espiritual del manga del mismo autor, Aula a la deriva. Mientras que este ilustró el futuro después de la caída de la humanidad, Fourteen ilustra cómo ocurre la destrucción de la humanidad. Otros temas incluyen de protagonistas a niños que intentan superar la destrucción y las crisis ambientales, así como el vínculo y la separación entre padres e hijos.
En 1995, la serie tuvo un final repentino debido a la tenosinovitis de Umezu. En 2012, un nuevo capítulo final compuesto por dieciocho páginas a todo color se agregaron al volumen final de la edición definitiva.

## Argumento
En el siglo XXII, la humanidad parece estar floreciendo, pero una destrucción se aproxima. En una planta de cría de pollos, una criatura heteromórfica con cabeza de pájaro, más tarde conocida como Chicken George, aparece del fermentador. Chicken George estudia y aprende todo el conocimiento humano. Aprende que toda la humanidad y el planeta llegarán a su fin cuando los niños nacidos ese año alcancen la edad de catorce años. Con el objetivo de escapar de la destrucción planetaria debida a la humanidad, construye un cohete planetario, llamado Tyrannosaurus, para transportar a los animales. Sin embargo, Chicken George, que se enamora de la hermosa Barbra, una secuaz de la millonaria Rose y la vicepresidenta estadounidense Martha Gorman, decide quedarse en la Tierra y elige dejar de evolucionar separando los hemisferios izquierdo y derecho de su cerebro.
Finalmente, unos extraterrestres aparecen y se enfrentan a la misma destrucción que la humanidad. Estos para intentar sobrevivir violan a la humanidad con el objetivo de compartir su ADN, pero pronto se dan cuenta de que no hay futuro para el ADN humano, así que, roban la energía espiritual de la Tierra y huyen. El equilibrio de la Tierra se destruye, provocando terremotos masivos, tsunamis y arenas movedizas, lo que resulta en una disminución masiva de la población. Los gobiernos de cada país estaban preparando un plan secreto para seleccionar niños específicos para abandonar la Tierra, pero debido a turbas violentas el plan falló. Finalmente, cuando la humanidad llega a su fin, la verdadera forma de la humanidad comienza a manifestarse: monstruos.
Los niños seleccionados abordan el cohete alternativo Tyrannosaurus y abandonan el planeta, pero al estar cerca del límite de su tiempo, catorce años, se enfrentan a graves problemas, así como también al espíritu de Chicken George que ha poseído el cohete. Además, la destrucción no acaba en la Tierra, sino que también se extiende hasta su destino en la galaxia Andrómeda . Enfrentados a problemas cada vez mayores, las personas a punto de cumplir los catorce años entran en hibernación.
América, la más joven de entre los niños, ve la luz del borde del universo desde el cohete Tyrannosaurus. Mientras todas las cosas están siendo destruidas, América salta más allá del borde del espacio. Aparece en otro universo y se da cuenta de que su universo existía dentro de una solitaria oruga en medio de una carretera, y que la muerte inminente de la oruga, a punto de ser atropellada por un automóvil, fue la causa de la muerte inminente de su universo. Después de salvar a la oruga, América y los demás niños regresan a su universo y deciden volver a casa.